# Potamotherium
Il potamoterio (gen. Potamotherium ) è un mammifero carnivoro estinto, appartenente ai semantoridi. Visse tra l'Oligocene superiore e il Miocene inferiore (circa 26 - 20 milioni di anni fa) e i suoi resti fossili sono stati ritrovati in Europa e (forse ) in Nordamerica.

## Descrizione
Questo animale doveva essere piuttosto simile alle lontre attuali, e come queste aveva un corpo allungato e zampe corte atte al nuoto. Poteva raggiungere 1,5 metri di lunghezza. Alcune caratteristiche craniche e dello scheletro postcranico, tuttavia, richiamano i pinnipedi.

### Cranio
Il cranio era considerevolmente simile a quello delle lontre, e possedeva un profilo superiore rettilineo; il muso era eccezionalmente corto, con ossa frontali strette e una regione cerebrale meno appiattita e allargata rispetto a quella del genere attuale Lutra. La posizione delle orbite e delle narici era più mediana rispetto alle lontre odierne, e potrebbe indicare un maggior adattamento al nuoto. La base del cranio era meno allargata e le bolle timpaniche, meno appiattite che nelle lontre, si prolungavano in un condotto uditivo meno allungato. L'apofisi paroccipitale era più nettamente distaccata, e in generale l'intera regione sembra meno specializzata. 

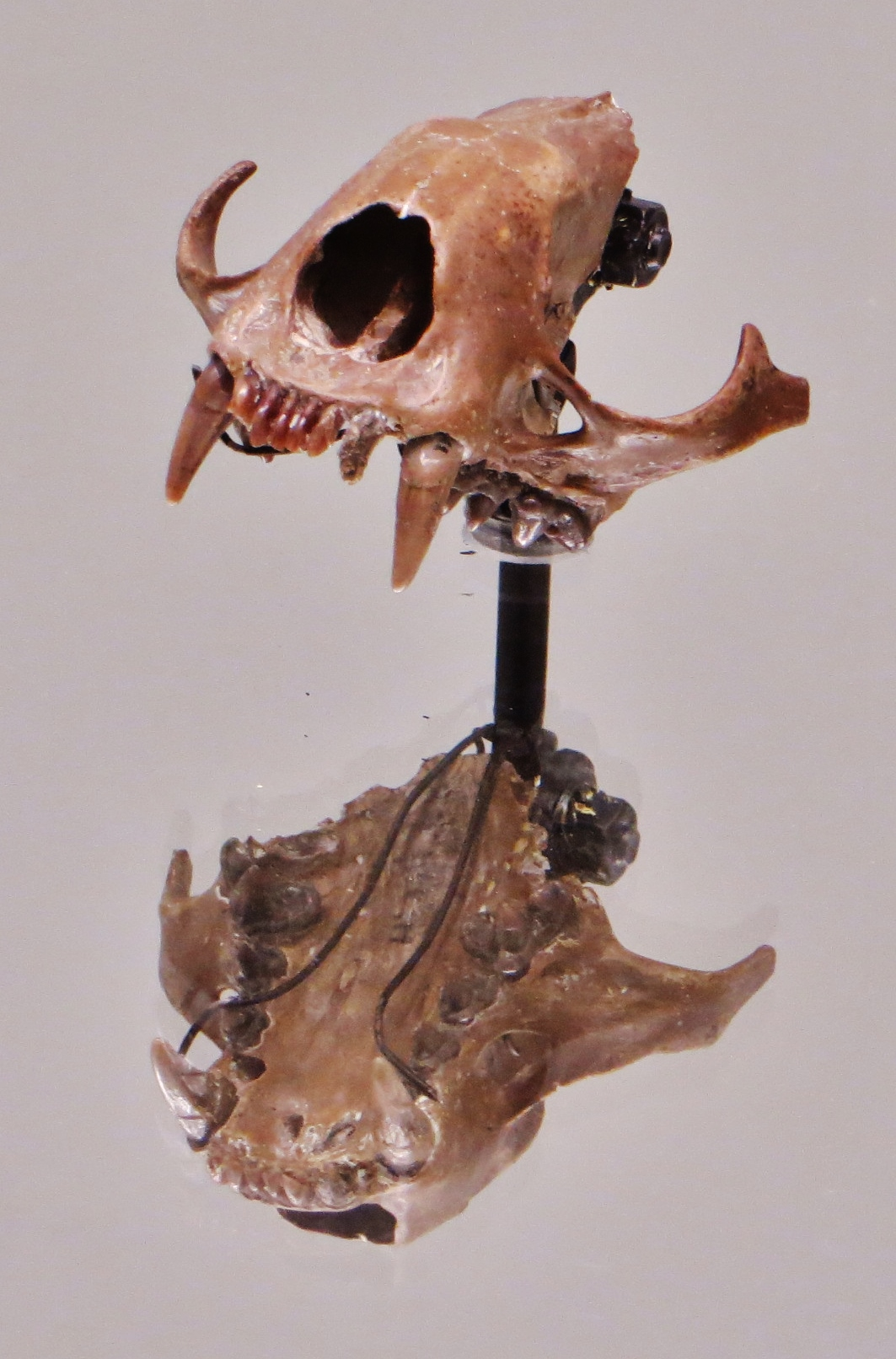
Cranio parziale di Potamotherium valletoni

La dentatura superiore era caratterizzata dal grande sviluppo del primo premolare, dal carnassiale particolarmente corto e dalla presenza di due molari, il primo dei quali ancora tritubercolato. Nella dentatura inferiore si riscontra la persistenza del primo premolare, mentre il carnassiale molto corto era dotato di un trigonide poco delineato, a causa della riduzione e dello spostamento all'indietro. 

### Scheletro postcranico
Nell'aspetto generale, il corpo di Potamotherium era più tarchiato e più basso di quello delle lontre. L'omero possedeva creste più sviluppate, segno di muscoli più potenti, e il radio era molto robusto, a forma di mazza. La scapola possedeva una forma caratteristica, con reminiscenze che si ritrovano sia nei lutrini che negli ursidi, ma soprattutto nei pinnipedi.

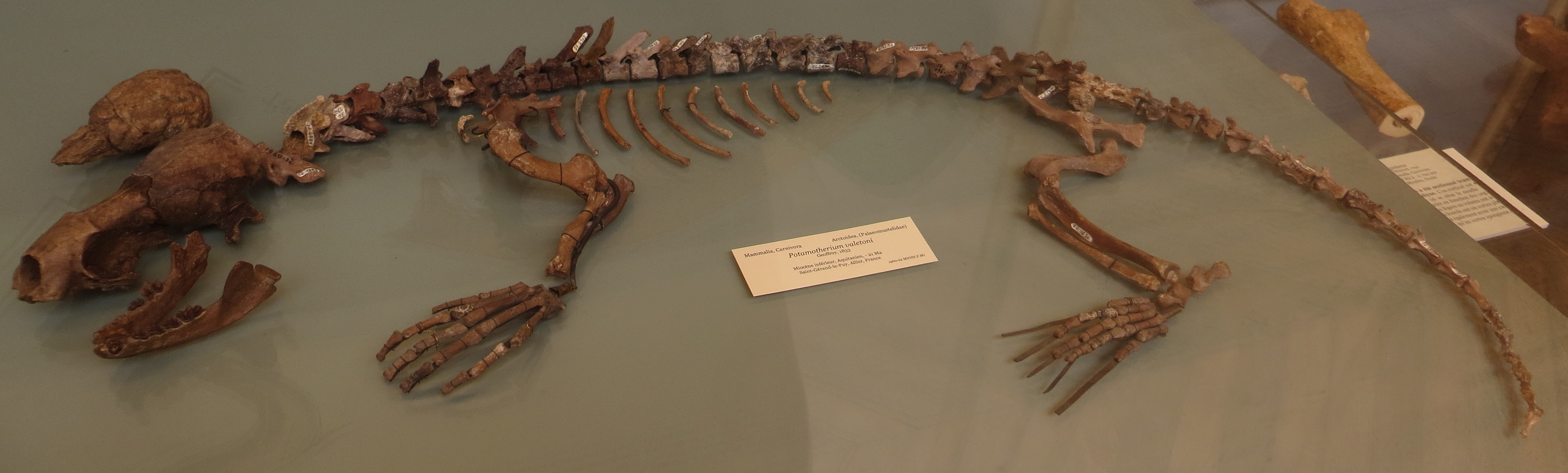
Scheletro di Potamotherium valletoni

Il femore era eccezionalmente corto. La colonna vertebrale doveva essere particolarmente flessibile. La coda era più corta rispetto a quella del genere Lutra, mentre carpi, metacarpi e falangi erano più allungati rispetto a quelli delle lontre; con tutta probabilità le zampe erano palmate. Il bacino, superficialmente, era più simile a quello di una foca che a quello di una lontra, con un ilio molto corto.

## Classificazione
Il genere Potamotherium venne descritto per la prima volta da Geoffroy Saint-Hilaire nel 1833; la specie tipo è Potamotherium valletoni, nota per numerosi resti fossili rinvenuti nel giacimento di Saint-Gerand-le-Puy in Francia ma rinvenuta anche in Germania e in Slovacchia. Un'altra specie, di dimensioni maggiori e leggermente più recente, è P. miocenicum, a volte considerata conspecifica con la specie tipo. 

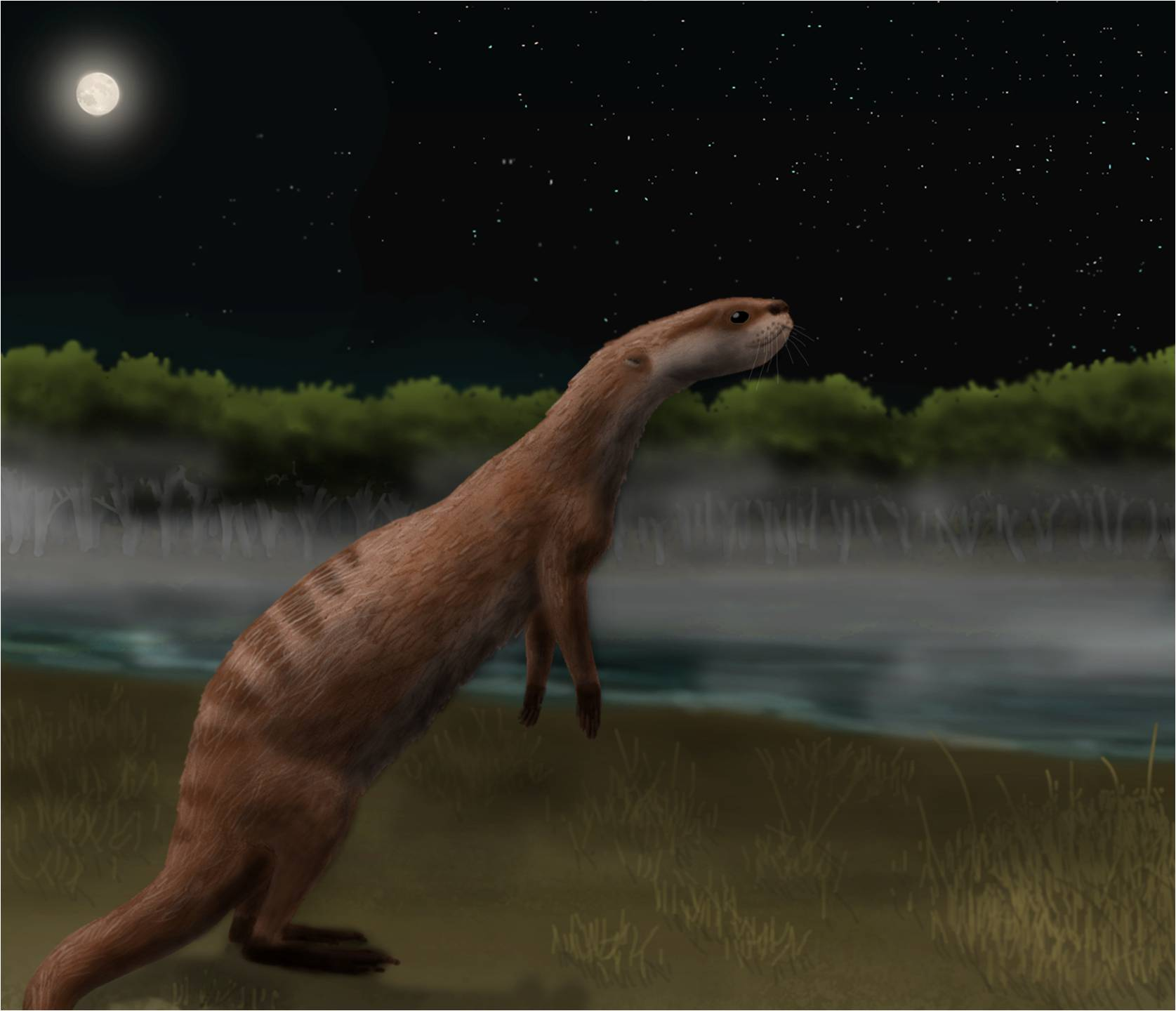
Ricostruzione di Potamotherium

Potamotherium è stato a lungo considerato un particolare tipo di lontra arcaica, insolitamente specializzato per la vita acquatica. Insieme all'affine Semantor, più recente, Potamotherium è stato ritenuto una sorta di intermedio morfologico tra i mustelidi lutrini e i focidi; nel 2009, la scoperta di un altro animale simile, Puijila, ha permesso di considerare queste tre forme come facenti parte di una famiglia a sé stante, i semantoridi, posta alla base del clade Pinnipedia.

## Paleoecologia
Potamotherium forse si muoveva nel sottobosco rivierasco con una serie di balzi, il dorso arcuato e la testa vicino al terreno. Il suo olfatto non era ben sviluppato, ma l'udito e la vista sembrano essere stati acuti, aiutandolo a catturare i pesci.
Potamotherium era senza dubbio un eccellente nuotatore; la sua forma idrodinamica poteva fendere l'acqua, e la sua colonna vertebrale flessibile gli consentiva di tuffarsi e lanciarsi facilmente sott'acqua.